# Univerzita v Novém Sadu
Novosadská univerzita je vzdělávací, vědecká a umělecká instituce založená Srbskou republikou. Univerzita se nachází v Novém Sadě, druhém největším městě Srbska. Byla založena 28. června 1960. Dnes čítá více než 50 000 studentů a 5 000 zaměstnanců na 14 fakultách a třech ústavech, které se nacházejí ve čtyřech historických univerzitních městech: Novi Sad, Subotica, Zrenjanin a Sombor. Je to jedna z tzv. úplných nebo komplexních vysokých škol, které se vyznačují tím, že pokrývají téměř všechny oblasti vědy a vysokoškolského vzdělávání.

## Historie
Základy vysokoškolského vzdělávání na území dnešní autonomní provincie Vojvodina i celého Srbska byly položeny kolem roku 1740 se zřízením Visarion Collegium (Collegium Vissariono-Pawlovicsianum Petrovaradinense) v Novém Sadě. Mezi nejvýznamnější předchůdce dnešní univerzity v Novém Sadu patří Norma – škola pro vzdělávání srbských učitelů, založená v roce 1778 v Somboru a Preparandija založena v roce 1812 v Szentendre, sídlící od roku 1816 v Somboru. Významnější roli v rozvoji vzdělávání od 19. století hrála Matica Srpska – nejstarší kulturní a vědecká instituce, založená v roce 1826 v Pešti, která byla v roce 1864 přesunuta do Nového Sadu. Právnická fakulta v Subotici, založená v roce 1920, přispěla zejména k rozvoji právní vědy a právního vzdělávání na území dnešní Vojvodiny.
Národní shromáždění Republiky Srbsko schválilo zákon o zřízení univerzity v Novém Sadu v roce 1960. Dříve zřízené fakulty jsou propojeny do jednotné akademické obce.

## Organizace Novosadské univerzity

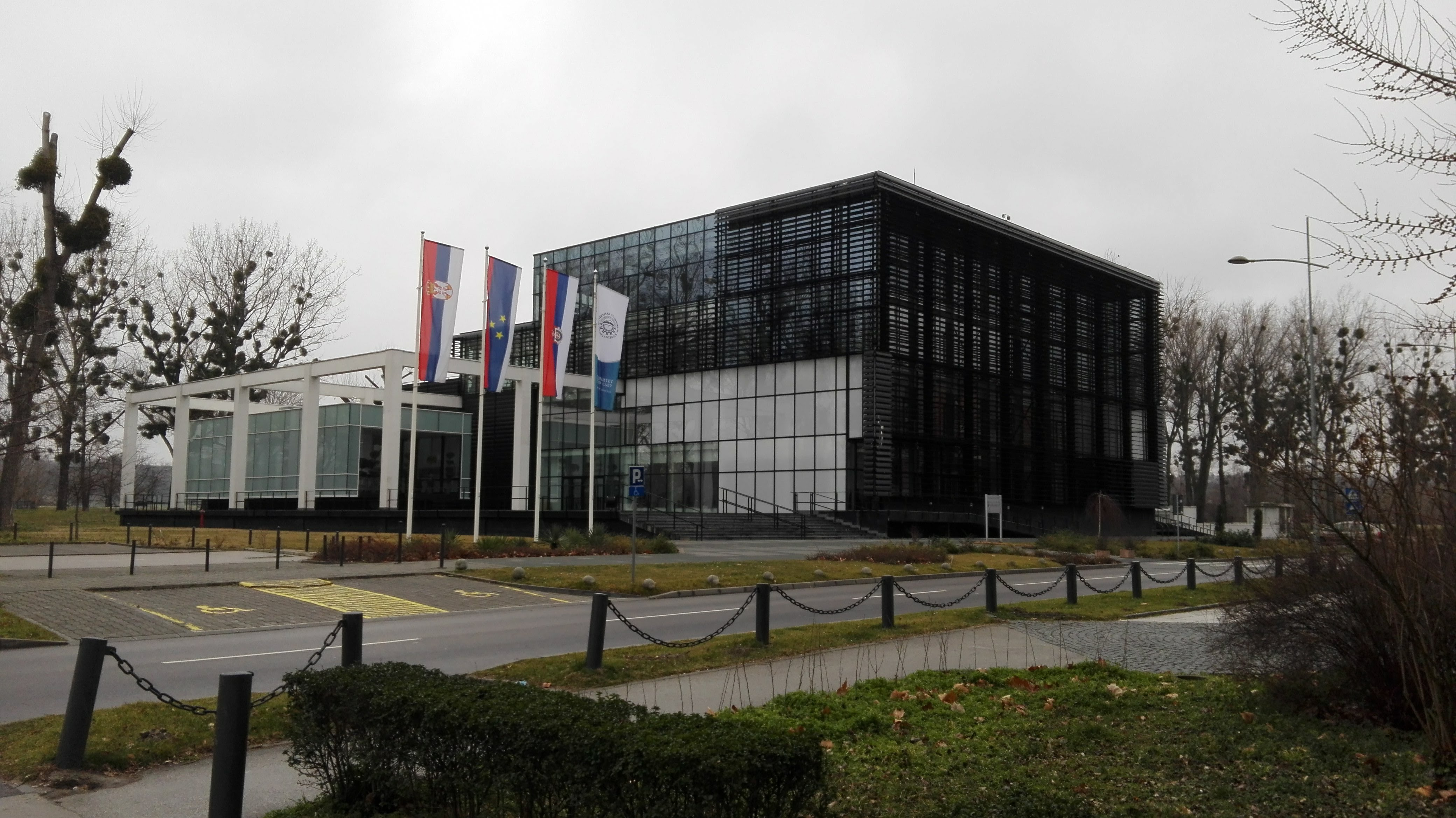
Budova rektorátu univerzity v Novém Sadu

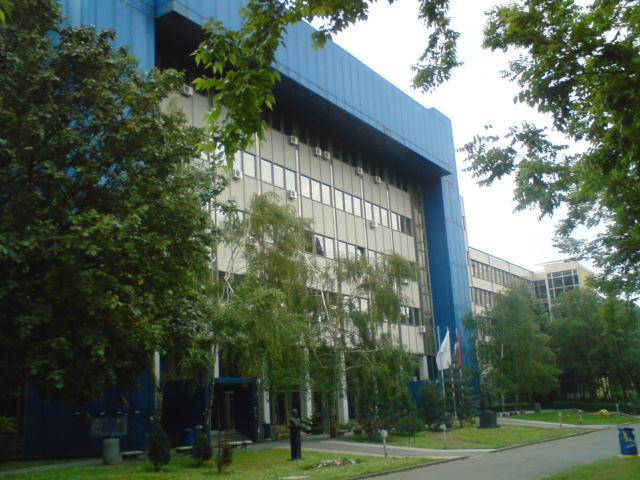
Přírodovědecká fakulta Novosadské univerzity

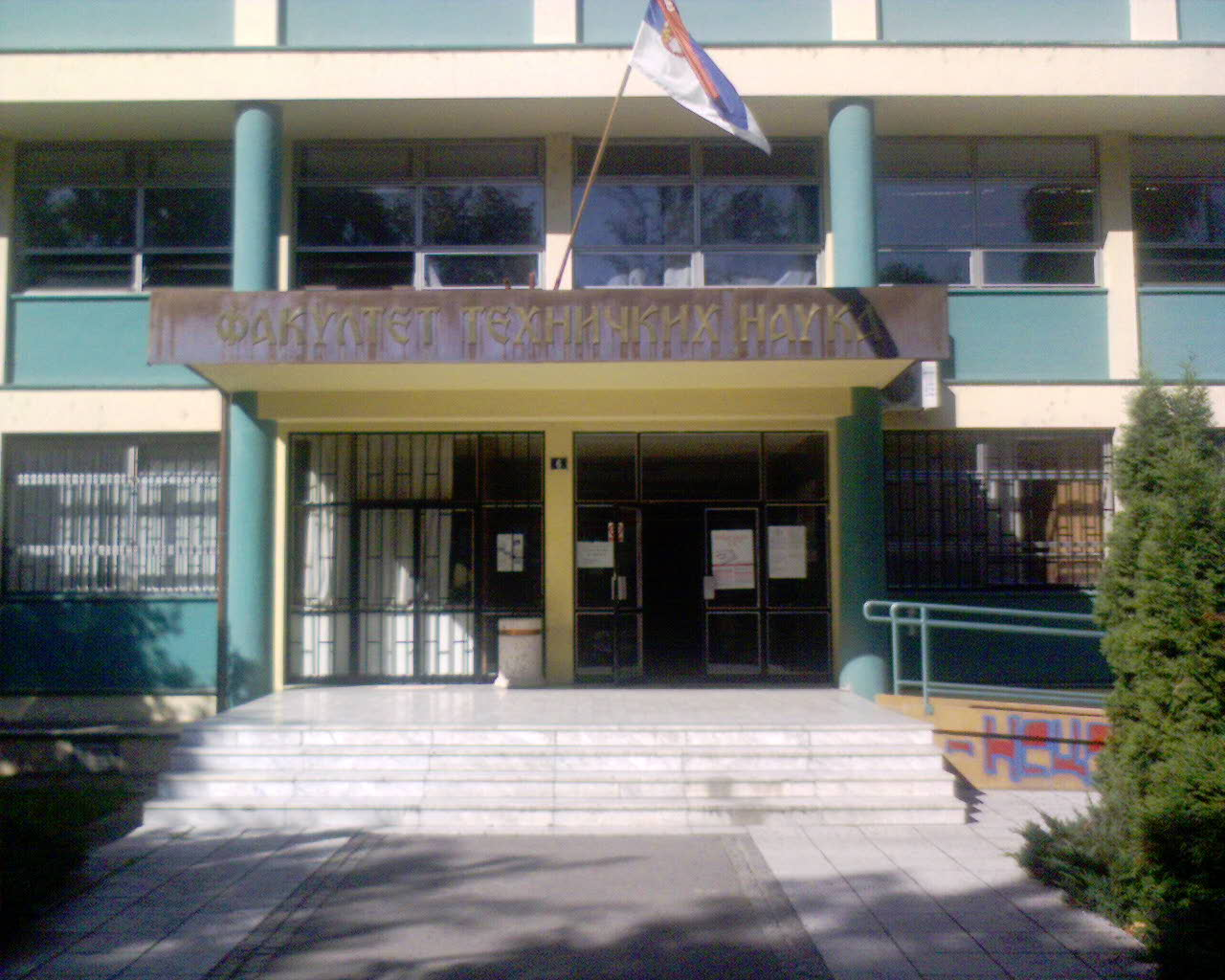
Vstup do budovy Fakulty technických věd

Univerzita se nachází v centrálním kampusu o velikosti 259 807 m², na břehu Dunaje, v blízkosti pevnosti Petrovaradin postavené v 18. století a starého města. Kromě administrativní budovy univerzity jsou v areálu univerzity fakulty, studentské centrum se dvěma studentskými kolejemi a Ústav ochrany zdraví studentů. Ze 14 fakult, které tvoří Univerzitu v Novém Sadu, sídlí 9 fakult v Novém Sadu, z toho 7 sídlí v univerzitním parku: filozofická, zemědělská, technologická, právnická, Fakulta technických věd, přírodovědecká a Fakulta tělesné výchovy, zatímco Lékařská fakulta se nachází v Klinickém centru a Akademie umění na Petrovaradinské pevnosti. V Subotici sídlí tři fakulty, jedna ve Zrenjaninu a jedna v Somboru. Na univerzitě v Novém Sadu od roku 2016 sídlí ředitelství Svazu státních univerzit Srbska, které zahrnuje všechny univerzity založené státem, jakož i ústředí Doktorské školy matematiky, která na vnitrostátní úrovni spojuje přední matematiky ze všech univerzit v Srbsku.
Významnou roli hraje také Centrum strategických a pokročilých studií, založené v roce 2016.

### Fakulty univerzity
| #  | Rok založení | Fakulta                                   | Umístění             | Město                                            |
| -- | ------------ | ----------------------------------------- | -------------------- | ------------------------------------------------ |
| 1  | 1954         | Filozofická fakulta                       | Centrální kampus     | Nový Sad                                         |
| 2  | 1954         | Zemědělská fakulta                        | Centrální kampus     | Nový Sad                                         |
| 3  | 1959         | Právnická fakulta                         | Centrální kampus     | Nový Sad                                         |
| 4  | 1959         | Fakulta technologická                     | Centrální kampus     | Nový Sad                                         |
| 5  | 1960         | Ekonomicko-správní fakulta                |                      | Subotica, s odděleními v Novém Sadě a Bujanovaci |
| 6  | 1960         | Fakulta technických věd                   | Centrální kampus     | Nový Sad                                         |
| 7  | 1960         | Lékařská fakulta                          | Klinické centrum     | Nový Sad                                         |
| 8  | 1969         | Přírodovědecká fakulta                    | Centrální kampus     | Nový Sad                                         |
| 9  | 1974         | Akademie umění                            | Pevnost Petrovaradin | Nový Sad                                         |
| 10 | 1974         | Fakulta stavební                          |                      | Subotica                                         |
| 11 | 1974         | Fakulta strojní Mihajlo Pupin             |                      | Zrenjanin                                        |
| 12 | 1974         | Fakulta sportovních a tělovýchovných      | Centrální kampus     | Nový Sad                                         |
| 13 | 1993         | Pedagogická fakulta                       |                      | Sombor                                           |
| 14 | 2006         | Pedagogická fakulta s výukou v maďarštině |                      | Subotica                                         |

### Instituty univerzity
V rámci univerzity v Novém Sadu existují také tři ústavy:
- Ústav lesnictví a životního prostředí (1958)
- Ústav potravinářské technologie (2007)
- Institut Biosens – Výzkumný a vývojový ústav pro informační technologie biosystémů (2016)

## Studium
V rámci univerzity je realizováno téměř 400 akreditovaných studijních programů na úrovni základního, magisterského, odborného a doktorského studia, které řídí fakulty a univerzitní centra pro interdisciplinární a multidisciplinární studia. Moderní studijní programy jsou koncipovány podle současného vývoje v oblasti vědy. Zmíněné tři vědecké ústavy hrají důležitou roli v neustálém zlepšování těchto programů.

## Věda
Univerzita v Novém Sadě má rozvinutou vědeckou infrastrukturu a silný inovační potenciál. Na univerzitě bylo zřízeno asi 250 laboratoří. V rámci univerzity existuje několik akreditovaných center.

### Knihovny
Ústřední knihovna a fakultní knihovny disponují rozsáhlými fondy pokrývající všechny relevantní vědecké obory a zajišťující přístup k velkým elektronickým databázím. Na základě zvláštní dohody o spolupráci, vědců, profesorů a studentů, byla v roce 1826 zřízena Knihovna Matice Srbské, nejstarší vědecká a kulturní instituce nabízející více než 3 000 000 publikací.

### Technologický park
Pro podporu inovací má zvláštní význam technologický park Univerzity v Novém Sadě. S podporou Fakulty technických věd a dalších částí univerzity bylo vytvořeno 140 společností, zejména v sektoru, které zaměstnávají mladé inženýry z univerzity v Novém Sadu. Některé z nich pracují na projektech pro velké světové společnosti a přispěly k tomu, aby byl Nový Sad mezinárodně známý jako Software Valley. Mnoho projektových týmů, stejně jako jednotlivci z univerzity, získali mezinárodní a národní vyznamenání za technologické inovace.

### BioSens institut
Institut BioSens byl založen v rámci Fakulty technických věd. Evropská unie prohlásila institut za jeden z 30 výzkumných institucí s nejvyšším potenciálem v Evropě v oblasti biotechnologií a jeho projekt je v rámci programu Horizont 2020 v roce 2016 zařazen mezi nejlepší v Evropě.

## Výsledky studentů v evropských a světových soutěžích
Studenti Univerzity v Novém Sadě dosáhli vynikajících výsledků v mnoha oborech. Týmy vybírané z Právnické fakulty jsou už léta jedněmi z nejlepších v Evropě. V roce 2009 zaujaly první místo v soutěži soudní simulace pořádané Univerzitou v Leidenu a v Haagu, Mezinárodním soudním dvorem.
Studenti Fakulty technických věd, kteří navazují na tradici slavné Jugoslávské školy robotiky, patří už roky mezi nejlepší v Evropě. V roce 2016 dosáhli velkého úspěchu. na soutěži EUROBOT v Paříži, kde obsadili třetí místo.
Studenti Akademie umění a Fakulty sportovních a tělovýchovných získali řadu ocenění na národních i mezinárodních soutěžích.
Akademická kulturní a umělecká společnost Novosadské univerzity Sonja Marinković je známá svými úspěšnými vystoupeními na festivalech doma i v zahraničí. Akordeonový orchestr v roce 2013 obsadil první místo na světové soutěži v Innsbrucku (Rakousko) a je považován za jeden z nejlepších v Evropě.

## Mezinárodní spolupráce
Univerzita v Novém Sadě spolupracuje s institucemi, které patří do jednotného vědeckého a vzdělávacího prostoru Evropy, jakož i dalších částí světa. Spolupráce je založena na četných dvoustranných a vícestranných dohodách.